# Rhyacophila lhadzongpa
Rhyacophila lhadzongpa är en nattsländeart som beskrevs av Schmid 1970. Rhyacophila lhadzongpa ingår i släktet Rhyacophila och familjen rovnattsländor. Inga underarter finns listade i Catalogue of Life.